# Татяна Корсакова
Татяна Корсакова (на беларуски: Татьяна Корсакова) е беларуска лекарка-рехабилитаторка и писателка на произведения в жанра любовен роман, фентъзи, романтичен трилър и любовен криминален роман. Пише под псевдонима Алиса Корсак.

## Биография и творчество
Татяна Корсакова е родена през 1975 г. в Светлогорск, Беларус. Завършва Гомелския държавен медицински университет. След дипломирането си работи като окръжен терапевт, лекар на военния набор и от 2000 г. работи в отделение по медицинска рехабилитация в Мозир.
През 2006 г. попада на Форума на издателство „Эксмо“, където се запознава с много писатели. Това и дава необходимия тласък да развива и писателската си кариера.
Първият ѝ роман „Полное погружение“ е издаден през 2007 г. Първоначално пише в жанра на любовно-приключенския роман, но по-късно се насочва към фентъзито, паранормалното, трилъра и криминалния любовен роман. Черпи вдъхновение от градските легенди, народните приказки и древните книги на източните философи.
Омъжена е и има двама сина. Почитателка е на алтернативната медицина и ци гун гимнастиката.
Татяна Корсакова живее със семейството си в Мозир.

## Произведения

### Самостоятелни романи
- Полное погружение (2007) – издаден и като „Миллионер из подворотни“
- Время Чёрной луны (2009)
- Дом у Чёртова озера (2009)
- Слеза ангела (2009) – издаден и като „Ночь, или Слеза ангела“
- Старинный орнамент везенья (2009)
- Ведьмин клад (2010) – издаден и като „Паломница, или Ведьмин клад“
- Волчья кровь (2010) – издаден и като „Невеста, или Волчья кровь“
- Лунные драконы (2010)
- Паутина чужих желаний (2010) – издаден и като „Ева, или Паутина чужих желаний“
- Печать Василиска (2010) – издаден и като „Гостья, или Печать василиска“
- Пепел феникса (2011) – издаден и като „Вечность, или Пепел феникса“
- Третий ключ (2011) – издаден и като „Утопленница, или Третий ключ“
- Музы дождливого парка (2012) – издаден и като „Призраки, или Музы дождливого парка“
- Проклятый дар (2012) – издаден и като „Колдунья, или Проклятый дар“
- Смертельное танго (2012)
- Судьба № 5 (2012) – издаден и като „Избранница, или Судьба № 5“
- Ты, я и Париж (2012)
- Мужчины не плачут (2013)
- Хрустальное сердце (2013) – издаден и като „Найденыш, или Хрустальное сердце“
- Хозяйка колодца (2014)
- Ничего личного (2015)
- Девятый ангел (2019)
- Лабиринт Медузы (2019)
- Тёмная вода (2019)
- Снежить (2020)

### Серия „Кулата на враните“ (Вранова башня)
1. Вранова погоня (2018)
2. Сердце ночи (2018)

### Серия „Не събуждай вещицата“ (Не буди ведьму)
1. Не буди ведьму (2014)
2. Ведьмин круг (2014)
3. Беги, ведьма (2015)

### Серия „Най-мрачната нощ“ (Самая тёмная ночь/Алое на чёрном)
1. Самая тёмная ночь (2012) – издаден и като „Ловушка, или Самая тёмная ночь“
2. Час перед рассветом (2013) – издаден и като „Дежавю, или Час перед рассветом“

### Серия „Тайната на старото имение“ (Тайна старого поместья)
1. Девушка с серебряной кровью (2016)
2. Приди в мои сны (2016)
3. Сердце зверя (2016)
4. Проклятое наследство (2017)
5. Змеевы дочки (2017)
6. Зов серебра (2018)